# Network Cooperation Initiative
Das Mitarbeiternetz Network Cooperation Initiative (NCI) wurde 2002 im Rahmen des Stellenabbaus bei Siemens im Betrieb München Hofmannstraße von Inken Wanzek gegründet. Ziel von Inken Wanzek war es, die vom Arbeitsplatzverlust betroffenen Mitarbeiter emotional aufzufangen und sie auf ihrem Weg, den Arbeitsplatz zu erhalten, zu begleiten.

## Ziele von NCI
Es ging bei der Hilfe im NCI neben sachlicher Information vor allem darum, sich gegenseitig in einer oft Existenz bedrohenden Situation zu unterstützen. Die menschliche Unterstützung fand in Selbsthilfegruppen statt, die auf Initiative von Inken Wanzek gegründet wurden und durch tausende von persönlichen E-Mails, die sie beantwortet hat. Diese tägliche Präsenz und Arbeit hielten die Gemeinschaft zusammen und das Mitarbeiternetz wuchs in kurzer Zeit auf etwa 900 Mitarbeiter an.
Ziele des NCI waren, den vom Arbeitsplatzverlust betroffenen Kollegen zu helfen, für sich individuelle Lösungen zu finden und die Methoden des Stellenabbaus bei Siemens öffentlich zu machen. Darüber hinaus setzte sich NCI mit der Globalisierung und der Umgestaltung des Arbeitsmarkts auseinander.

## Die NCI-Websites

### nci-net.de
Das Stern-Magazin Nr. 6 vom 3. Februar 2005 bezeichnet die NCI-Homepage www.nci-net.de als „die größte Website kritischer Mitarbeiter eines Unternehmens: Bereits 700.000 Website-Besucher (Stand September 2006) haben sich die Fülle von Nachrichten über Siemens, ein Arbeitsrechts-ABC, eine detaillierte Übersicht über Arbeitsgerichtsprozesse und Tipps für die Jobsuche angesehen.“ Bis heute verzeichnet die Seite bereits mehr als 2.350.000 Besucher.

### nci-br.de
Die NCI-Betriebsratslisten betreiben seit 2006 eine eigene Homepage www.nci-br.de, auf der sie regelmäßig über Vorgänge in den NSN-Betrieben berichten, aber auch über allgemeine Arbeitnehmer-Themen, vor allem zu Arbeitsrechtsfragen. Die Beiträge werden von einer Vielzahl von Autoren geliefert, die allerdings traditionell anonym mit ihrem Autorenkürzel auftreten. 

## RadiosendungNCI on Air
Seit 2003 gestaltet NCI mit NCI on Air auch eine monatliche einstündige Sendung bei dem freien Radiosender Lora München auf dem Sendeplatz Bürgerrechte & Soziales. Im Juni 2009 wurde die 70. Sendung von NCI on Air ausgestrahlt. Eine NCI on Air-Sendung befasst sich jeweils mit einem bestimmten Thema aus der Arbeitswelt und findet in Form eines Gesprächs statt. Meistens werden Fachleute zu dem jeweiligen Thema eingeladen. Die NCI-Schlagzeilen mit Kurznachrichten aus der Arbeitswelt sind ein fester Bestandteil der Sendung. Viele der Sendungen können im MP3-Format von der NCI-Website heruntergeladen werden.

## Die NCI-Betriebsratslisten
Im Jahr 2004 wurde am Siemens-Standort München Hofmannstraße aus NCI heraus die Betriebsratsliste „Netzwerk pro Hofmannstraße“ gegründet. 2006 und 2008 kandidierte diese Liste unter dem Namen Mitarbeiternetz NCI wieder für den Betriebsrat. 2006 wurden weitere Betriebsratslisten in anderen Siemens-Betrieben gegründet, die ebenfalls den Namen NCI führten. Nach dem Betriebsübergang zum 2007 gegründeten Joint Venture Nokia Siemens Networks (NSN) sind die NCI-Betriebsräte in beiden Münchner NSN-Betrieben mit insgesamt sechs Betriebsräten vertreten. Die NCI-Betriebsräte sind unabhängig von Gewerkschaften, haben jedoch auch Gewerkschaftsmitglieder in ihren Reihen.

## NCI News & Analysen
Mit der Wiedereingliederung der Kollegen nach ihren gewonnenen Kündigungsschutzprozessen im Jahr 2005, begann sich NCI umzugestalten. Die Selbsthilfegruppen lösten sich auf, die Homepage www.nci-net.de (NCI News & Analysen), die sich schnell zu einer zentralen Plattform für Arbeitnehmerfragen mit Schwerpunkt Siemens und Rechtsnachfolger entwickelt hatte, wurde unabhängig von Betriebsräten, der Gewerkschaft und anderen Gruppierungen. Seither wurde sie von Inken Wanzek gemeinsam mit Christine Rosenboom betrieben. Die Arbeit an der Homepage wurde am 14. Juni 2010 eingestellt. Sie dient heute als umfassendes Nachschlagewerk.